# NGC 62
NGC 62 es una galaxia espiral barrada localizada en la constelación de Cetus. Se encuentra en AR 00h 17m 05.4s, dec −13° 29′ 15″ y tiene una magnitud aparente de 13.5.